# Peter Knab
Peter Alois Knab (* 23. Dezember 1895 in Kalk; † 22. Juli 1963 in Enkirch) war ein deutscher Politiker (KPD).

## Leben und Wirken
Knab besuchte die Volksschule. Anschließend wurde er an der Präparandenanstalt und am Lehrerseminar ausgebildet. Später studierte er an der Wirtschafts- und sozialwissenschaftlichen Fakultät der Universität Köln.
Nach dem Ersten Weltkrieg war Knab 1918 des Arbeiter- und Soldatenrates in Weimar. 1919 trat er der USPD bei. Gemeinsam mit dem linken Flügel der USPD wechselte er 1920 in die Kommunistische Partei Deutschlands (KPD). Zu dieser Zeit trat er aus der kath. Kirche aus. Im Februar 1921 wurde Knab Mitglied des Rheinischen Provinziallandtages in Düsseldorf, dort gehörte er auch seit März 1921 dem Provinzialausschuss an. Seit Mai 1924 war er Stadtverordneter von Köln, wo er als Lehrer in Köln-Deutz arbeitete.
Im September 1924 gelangte Knab im Rahmen einer Nachwahl im Wahlkreis 9 (Oppeln) in den Reichstag der Weimarer Republik, dem er bis zu den Wahlen vom Dezember 1924 angehörte.
Nach der nationalsozialistischen „Machtergreifung“ wurde Knab aufgrund des Gesetzes zur Wiederherstellung des Berufsbeamtentums im August 1933 als Volksschullehrer entlassen. Im November 1933 war er für drei Wochen in der Kölner Haftanstalt Klingelpütz inhaftiert. Zum 1. Mai 1937 trat er der NSDAP bei (Mitgliedsnummer 5.572.442), sein Antrag auf Wiedereinstellung in den Schuldienst blieb allerdings erfolglos und wurde im September 1942 vom Landgericht Köln abgelehnt. Einem im Juni 1943 ergangenen Haftbefehl konnte Knab durch Untertauchen in Niederschlesien und im Bergischen Land zunächst entgehen. Im Rahmen der Aktion Gewitter wurde er im August 1944 verhaftet und in den Messehallen in Köln-Deutz, dem Messelager Köln, interniert. Vom Messelager aus wurde er mit Joseph Roth, Josef Baumhoff, Peter Schlack und Otto Gerig und weiteren ehemaligen Politikern und auch mit dem Priester Alexander Heinrich Alef am 16. September 1944 ins KZ Buchenwald deportiert. Erst kam er in das Kleine Lager und dann wurde er zusammen mit Roth, Baumhoff und Gerig in den Zellenblock 45 untergebracht. Bis zur Befreiung wurde Knab im KZ Buchenwald festgehalten. Seine Häftlingsnummer war 81590.